# Ист Брутон (Алабама)
Ист Брутон (енгл. East Brewton) град је у америчкој савезној држави Алабама. По попису становништва из 2010. у њему је живело 2.478 становника.

## Демографија
Према попису становништва из 2010. у граду је живело 2.478 становника, што је 18 (0,7%) становника мање него 2000. године.
| Група             | 2000.         | 2010.         |
| Белци             | 1.989 (79,7%) | 1.839 (74,2%) |
| Афроамериканци    | 426 (17,1%)   | 516 (20,8%)   |
| Азијати           | 0 (0,0%)      | 1 (0,0%)      |
| Хиспаноамериканци | 49 (2,0%)     | 76 (3,1%)     |
| Укупно            | 2.496         | 2.478         |